# ویلیج پارک (هاوایی)
ویلیج پارک (به انگلیسی: Village Park) یک منطقهٔ مسکونی در ایالات متحده آمریکا است که در هونولولو واقع شده‌است. ویلیج پارک ۲٫۴ کیلومتر مربع مساحت و ۹٬۶۲۵ نفر جمعیت دارد و ۱۰۱ متر بالاتر از سطح دریا واقع شده‌است.